# Charles-Paul-Augustin Louchet
Charles-Paul-Augustin Louchet, francoski general, * 1890, † 1973.